# Tiosulfat
Tiosulfat (S
2O2−
3) je oksianjon sumpora.
Prefiks tio- ukazuje da je tiosulfatni jon sulfatni jon sa jednim kiseonikom zamenjenim sumporom. Tiosulfat ima tetraedralni molekularni oblik sa  simetrijom. Tiosulfat se prirodno javlja i formira se putem pojedinih biohemijskih procesa. On brzo dehloriniše vodu i nalazi primenu u zaustavljanju izbeljavanja pri industrijskom pravljenju papira. Tiosulfat se isto tako koristi pri topljenju rude srebra, u produkciji kožnih proizvoda, i za fiksiranje boje u tekstilu.
Natrijum tiosulfat, koji se često naziva hipo (od „hiposulfita”), je bio u širokoj primeni u izradi fotografija za fiksiranje crno-belih negativa i izradi slika nakon stupnja razvijanja; modernni 'brzi' fikseri koriste amonijum tiosulfat kao fiksacionu so, zato što ona deluje tri do četiri puta brže. Pojedine bakterije mogu da metabolizuju tiosulfate.

## Formiranje
Tiosulfat se proizvodi reakcijom sulfitnog jona sa sa elementarnim sumporom, i putem delimične oksidacije sulfida (piritna oksidacija), natrijum tiosulfat se može formirati putem disproporcionacije sumpora rastvorenog u natrijum hidroksidu (slično fosforu).

## Spoljašnje veze
- Thiosulfate ion General Chemistry Online, Frostburg State University